# Султанова, Айна Махмуд кызы
Айна Махмуд кызы Султанова (азерб. Ayna Mahmud qızı Sultanova; урождённая Мусабекова, ; 1895, Пиребедиль — 1938) — партийный и государственный деятель Азербайджанской ССР и ЗСФСР; одна из первых азербайджанских женщин-революционерок.
Стала первой в истории Азербайджана женщиной-народным комиссаром (наркомом). Возглавляла наркоматы просвещения и юстиции. Была членом Президиума ЦИК Азербайджанской ССР (АзЦИК) и ЦИК ЗСФСР (ЗакЦИК), депутатом Баксовета, а также председателем Верховного Суда Азербайджанской ССР.
Являлась первым редактором женского журнала «Шарк гадыны» («Женщина Востока»). Находилась на различных партийных должностях Азербайджанской и Закавказской партийных организаций. Была членом ЦК, Президиума ЦКК и Бакинского комитета АКП(б), а также Закавказского краевого комитета ВКП(б). Сестра Газанфара Мусабекова и супруга Гамида Султанова.

## Биография
Айна Мусабекова родилась в 1895 году в маленьком горном селении Пиребедиль (Кубинский уезд Бакинской губернии), в семье Махмуда и Дибы. У неё была сестра Яхши, с которой их отец отправил учиться в Баку и старший брат Газанфар, впоследствии глава правительств Азербайджанской ССР и ЗСФСР.
В 1912 году она окончила женскую гимназию Святой Нины в Баку (ныне в здании гимназии расположена школа № 134). После окончания преподавала в этой школе. В 1917—1918 гг. тесно сотрудничала с большевиками. C июля 1918 года — член КПСС. Вела революционную работу в Москве, Астрахани, Баку (1918—1920).
В августе 1919 года была направлена в Москву на учебу в Коммунистический университет им. Я. Свердлова. Одновременно с этим она в 1919—1920 гг. работала в Москве секретаререм в отделе Ближнего Востока при Народном комиссариате иностранных дел РСФСР. В Советском Азербайджане в течение десяти лет работала в аппарате ЦК АКП(б) — сначала инструктором-организатором женотдела, с 1924 по 1930 года — заместителем, а позднее заведующей отделом работниц и крестьянок.
В 1932 году поступила в Москве на философский факультет Института Красной профессуры, но в связи с создание в Баку Института марксизма-ленинизма, её перевели в Баку и продолжала учёбу на философском факультете.
В 1930-1937 годах возглавляла женское отделение в Закавказском Окружном Комитете ВКП(б).
После учебы в московском институте Красной профессуры была назначена народным комиссаром просвещения, позже — наркомом юстиции.

### Казнь
В июле 1937 года Айна Султанова направилась в Москву с намерениями восстановиться в партию, однако почти сразу после приезда была арестована. Из предъявленного обвинения следовало, что Айна Султанова занималась контрреволюционной деятельностью, направленной против СССР, принимала участие в контрреволюционных разговорах. Была направлена в Бутырскую тюрьму, а 1-го ноября в полной изоляции от остальных заключенных была перевезена спецконвоем в Баку.
Во время следствия по делу Айны Султановой часто возникали проблемы со свидетелями и проблемы с показаниями. Ни один из свидетелей не поменял впоследствии свои показания из-за чего отсутствовали веские причины для содержания Айны Султановой в изоляции и проведении дальнейших следственных действий.
Выездной сессией Военной Коллегии Верховного Суда СССР под председательством Матулевича, в ходе 45-минутного судебного заседания была приговорена к высшей мере наказания — расстрелу.
3-го июля 1938 года приговор был приведён в исполнение. Айна Султанова была расстреляна вместе со своим братом Газанфаром Мусабековым и мужем Гамидом Султановым как «враги народа». В 1956 году реабилитирована как оклеветанная С. И. Атакишиевым.

## Награды
- Орден Трудового Красного Знамени[14].

## Память
В Баку и других городах Азербайджана существуют улицы, которые носят её имя.
- Памятник Айне Султановой в Баку. Скульптор М. Рзаева
- Мемориальная доска на стене здания посольства Ирана в Баку, в котором жили Айна и Гамид Султановы
- Мемориальная доска на улице Айны Султановой в Гяндже